# Philornis frontalis
Philornis frontalis är en tvåvingeart som beskrevs av Márcia Souto Couri 1984. Philornis frontalis ingår i släktet Philornis och familjen husflugor. Inga underarter finns listade i Catalogue of Life.